# ذؤابة (علم الأحياء)

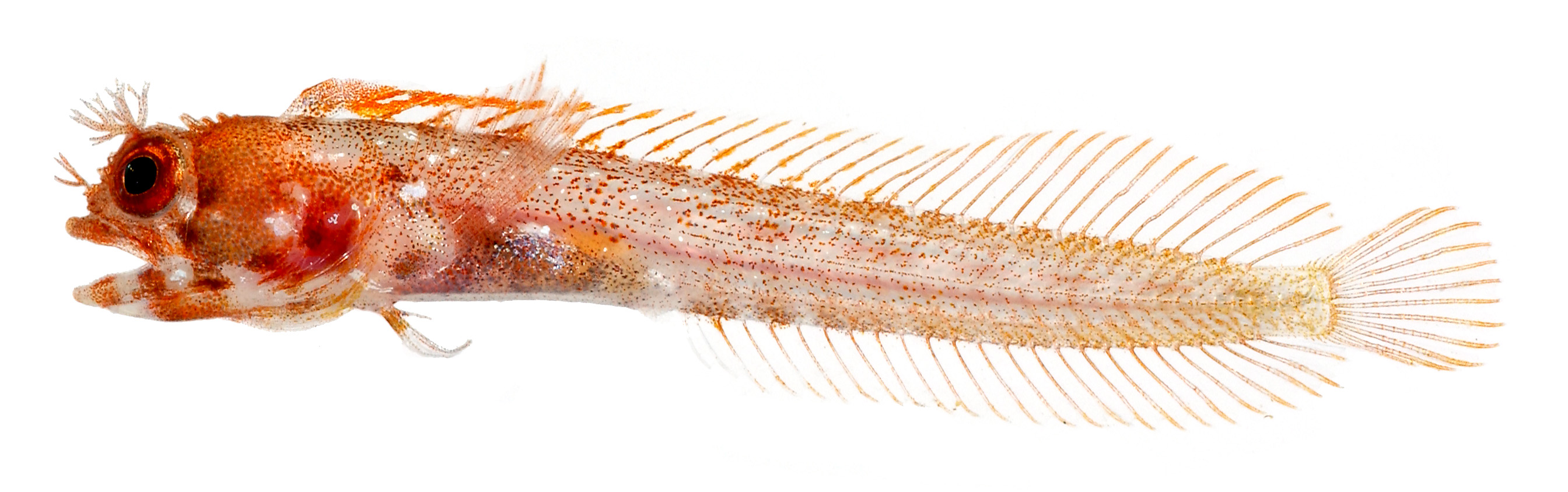
أنثى بالغة ذات ذؤابات فوق الحجاج

الذؤابة أو الهُدَّابة في علم الأحياء هي بنية طويلة رفيعة عند بعض الحيوانات تشبه اللامسة ولكنها تفتقر عمومًا إلى قوة اللامسة ومرونتها وسمكها وحساسيتها. الذؤابة عند المتورقة الكبدية على سبيل المثال هو القضيب العضلي للديدان وعندما لا يكون قيد الاستخدام يُحتفظ به داخل كيس أو جراب بالقرب من رأس الحيوان. يوجد نفس الهيكل في أنواع مختلفة من الدودة الشريطية . أما في ديدان البطلينوس فإن الذؤابة هي نمو مجسي أو لامسي من القدمين إما ظهرية أو بطنية ولا علاقة له بالتكاثر. :p. 431 أما بين كثيرات الأشعار فالذؤابة هي نمو مجسي بالقرب من الرأس أو هي أقدام جانبية يحتوي على أعضاء حسية وقد يكون إما ظهريًا أو بطنيًا أو رقائقيًا.  أما في زنابق البحر فالذؤابة هي الخيوط الرفيعة التي تبطن ساق الحيوان. تتكون كل من لامسة النوتي من ذؤابات مرنة رقيقة وغمد متصلب واقي يمكن سحب الذؤابة إليه. 